# Poterne de l'Abreuvoir
La poterne de l'Abreuvoir est une ancienne poterne située à Moret-Loing-et-Orvanne, en France. Elle est inscrite aux monuments historiques depuis 1926.

## Situation et accès
La structure est située sur la rive gauche de la rivière du Loing, dans le centre-ville de Moret-sur-Loing (commune déléguée de Moret-Loing-et-Orvanne). Plus largement, elle se trouve dans le département de Seine-et-Marne, en région Île-de-France.

## Statut patrimonial et juridique
La poterne fait l’objet d’une inscription au titre des monuments historiques par arrêté du 28 avril 1926, en tant que propriété de la commune.